# راج شاندیلیا
راج شاندیلیا (انگلیسی: Raaj Shaandilyaa) نویسنده بالیوود و تلویزیون هندی است که اهل جانسی در ایالت اوتار پرادش است. از سال ۲۰۰۷ تا ۲۰۱۴، او نویسنده اصلی و مدیر محتوی در برنامه چالگاه کمدی برای برنامه‌های تلویزیون سرگرمی سونی بود. شاندیلیا، حرفه خود را در سال ۲۰۰۶ شروع کرد و حدود ۳۵۰ متن نمایش برای کروشنا آبیشک و سودش لهری؛ و حدود ۲۰۰ متن نمایش برای کاپیل شارما نوشت.

## فیلم‌شناسی
| سال  | نام                 | کارگردان | نویسنده | نویسنده دیالوگ | فیلمنامه | تهیه‌کننده | متن موسیقی | نکات                    |
| ---- | ------------------- | -------- | ------- | -------------- | -------- | --------- | ---------- | ----------------------- |
| ۲۰۰۷ | چالگاه کمدی         |          | آری     |                |          |           |            |                         |
| ۲۰۱۵ | خوش برگشتید         |          |         | آری            |          |           |            | [ ۴ ]                   |
| ۲۰۱۶ | فریکی علی           |          |         | آری            |          |           |            | [ ۵ ]                   |
| ۲۰۱۷ | بومی                |          |         | آری            | آری      |           |            |                         |
| ۲۰۱۸ | برادر فوق‌العاده     |          |         | آری            |          |           |            |                         |
| ۲۰۱۹ | زوج اجباری          |          |         | آری            |          |           |            | [ ۶ ]                   |
| ۲۰۱۹ | دختر رؤیایی         | آری      | آری     | آری            | آری      |           |            | اولین تجربه کارگردانی   |
| ۲۰۲۲ | به خاطر منفعت عمومی |          | آری     |                |          | آری       | آری        | اولین تجربه تهیه کنندگی |
| ۲۰۲۳ | دختر رؤیایی ۲       | آری      | آری     | آری            | آری      | آری       |            |                         |